# Cédric Barbosa
Pour les articles homonymes, voir Barbosa.
Cédric Barbosa, né le 6 mars 1976 à Aubenas, est un footballeur français.

## Biographie
Cédric Barbosa est formé à Alès, dans les Cévennes. Il y joue d'abord en deuxième division, puis en National à la suite de la descente du club en 1996. Il reste au club, mais ce dernier ne parvient pas à sauver sa place en National. Il rejoint alors Montpellier en 1997 où il découvre la D1. Son premier match de première division a lieu le 2 août 1997 face à Strasbourg (1-1). 
En 2003, changement de cap vers la Bretagne et le Stade rennais, où après une bonne première saison, il trouve le banc des remplaçant pour deux saisons à la suite d'une blessure. En 2006, il décide de tenter sa chance dans l'Aube à l'ES Troyes AC où il retrouve une place de titulaire, mais à l'issue de la saison, Troyes se voit relégué en Ligue 2.
Pour la saison 2007-2008, Cédric Barbosa choisit le FC Metz, équipe promue de Ligue 2. Lors de l'intersaison 2009, il participe au stage de l'UNFP destiné aux joueurs sans contrat, puis il rejoint le club de Croix de Savoie (National) aujourd'hui Évian Thonon-Gaillard Football Club et participe au titre de champion de National des Savoyards, son premier trophée. De retour en Ligue 2, il conserve une place de titulaire et après une unique saison en deuxième division, le club savoyard est champion et donc promu en Ligue 1.
Pour son retour en Ligue 1 en 2011-2012, il contribue grandement au maintien du club savoyard parmi l'élite en inscrivant 8 buts et en délivrant 8 passes décisives pour ce qui constitue l'une des meilleures saisons de sa carrière.
En août 2016, il quitte l'Évian Thonon Gaillard qui, après des problèmes financiers, ne présente plus d'équipe en championnat. Il s'engage alors au Football Club d'Annecy qui évolue en championnat de France amateur.
En septembre 2018, à 42 ans, le joueur rejoint Alès (National 3), le club de ses débuts.

### Fin de carrière
Le 22 mai 2019, Cédric Barbosa annonce la fin de sa carrière professionnelle, à l'âge de 43 ans.

## Statistiques
Voici les statistiques complètes de Cédric Barbosa, à l'exception de la saison 1996-1997 avec l'Olympique d'Alès pour laquelle les données ne sont pas connues (sauf en coupe de la Ligue).
| Saison                | Club                     | Championnat           | Championnat | Championnat | Coupe nationale | Coupe nationale | Coupe de la Ligue | Coupe de la Ligue | Compétition(s) continentale(s) | Compétition(s) continentale(s) | Compétition(s) continentale(s) | Total | Total |
| Saison                | Club                     | Division              | M.          | B.          | M.              | B.              | M.                | B.                | Comp.                          | M.                             | B.                             | M.    | B.    |
| 1994-1995             | Olympique d'Alès         | Division 2            | 17          | 1           | -               | -               | -                 | -                 | -                              | -                              | -                              | 17    | 1     |
| 1995-1996             | Olympique d'Alès         | Division 2            | 11          | 0           | -               | -               | -                 | -                 | -                              | -                              | -                              | 11    | 0     |
| 1996-1997             | Olympique d'Alès         | National 1            | -           | -           | -               | -               | 1                 | 0                 | -                              | -                              | -                              | 1     | 0     |
| Sous-total            | Sous-total               | Sous-total            | 28          | 1           | -               | -               | 1                 | 0                 | -                              | -                              | -                              | 29    | 1     |
| 1997-1998             | Montpellier HSC          | Division 1            | 2           | 0           | -               | -               | -                 | -                 | CI                             | 4                              | 0                              | 6     | 0     |
| 1998-1999             | Montpellier HSC          | Division 1            | 22          | 1           | 1               | 0               | 2                 | 0                 | -                              | -                              | -                              | 25    | 1     |
| 1999-2000             | Montpellier HSC          | Division 1            | 30          | 1           | 1               | 0               | 2                 | 0                 | CI+C3                          | 8+4                            | 1+0                            | 45    | 2     |
| 2000-2001             | Montpellier HSC          | Division 2            | 32          | 4           | 2               | 0               | -                 | -                 | -                              | -                              | -                              | 34    | 4     |
| 2001-2002             | Montpellier HSC          | Division 1            | 28          | 2           | 2               | 0               | 1                 | 0                 | -                              | -                              | -                              | 31    | 2     |
| 2002-2003             | Montpellier HSC          | Ligue 1               | 33          | 4           | -               | -               | 1                 | 0                 | -                              | -                              | -                              | 34    | 4     |
| Sous-total            | Sous-total               | Sous-total            | 147         | 14          | 6               | 0               | 6                 | 0                 | -                              | 16                             | 1                              | 175   | 15    |
| 2003-2004             | Stade rennais            | Ligue 1               | 32          | 2           | 4               | 1               | 1                 | 0                 | -                              | -                              | -                              | 37    | 3     |
| 2004-2005             | Stade rennais            | Ligue 1               | 6           | 0           | -               | -               | 1                 | 0                 | -                              | -                              | -                              | 7     | 0     |
| 2005-2006             | Stade rennais            | Ligue 1               | 13          | 0           | 2               | 0               | 1                 | 0                 | C3                             | 2                              | 0                              | 18    | 0     |
| Sous-total            | Sous-total               | Sous-total            | 51          | 2           | 6               | 1               | 3                 | 0                 | -                              | 2                              | 0                              | 62    | 3     |
| 2006-2007             | ES Troyes AC             | Ligue 1               | 30          | 2           | -               | -               | -                 | -                 | -                              | -                              | -                              | 30    | 2     |
| Sous-total            | Sous-total               | Sous-total            | 30          | 2           | 0               | 0               | 0                 | 0                 | -                              | 0                              | 0                              | 30    | 2     |
| 2007-2008             | FC Metz                  | Ligue 1               | 20          | 4           | 1               | 0               | 1                 | 1                 | -                              | -                              | -                              | 22    | 5     |
| 2008-2009             | FC Metz                  | Ligue 2               | 30          | 0           | -               | -               | 2                 | 0                 | -                              | -                              | -                              | 32    | 0     |
| Sous-total            | Sous-total               | Sous-total            | 50          | 4           | 1               | 0               | 3                 | 1                 | -                              | -                              | -                              | 54    | 5     |
| 2009-2010             | Évian Thonon Gaillard FC | National              | 28          | 2           | 4               | 1               | -                 | -                 | -                              | -                              | -                              | 32    | 3     |
| 2010-2011             | Évian Thonon Gaillard FC | Ligue 2               | 23          | 3           | 2               | 1               | 1                 | 0                 | -                              | -                              | -                              | 26    | 4     |
| 2011-2012             | Évian Thonon Gaillard FC | Ligue 1               | 28          | 8           | 3               | 0               | 1                 | 0                 | -                              | -                              | -                              | 32    | 8     |
| 2012-2013             | Évian Thonon Gaillard FC | Ligue 1               | 30          | 8           | 5               | 0               | 1                 | 0                 | -                              | -                              | -                              | 36    | 8     |
| 2013-2014             | Évian Thonon Gaillard FC | Ligue 1               | 28          | 1           | -               | -               | 2                 | 0                 | -                              | -                              | -                              | 30    | 1     |
| 2014-2015             | Évian Thonon Gaillard FC | Ligue 1               | 29          | 4           | 2               | 0               | -                 | -                 | -                              | -                              | -                              | 31    | 4     |
| 2015-2016             | Évian Thonon Gaillard FC | Ligue 2               | 32          | 6           | 3               | 0               | -                 | -                 | -                              | -                              | -                              | 35    | 6     |
| Sous-total            | Sous-total               | Sous-total            | 198         | 32          | 19              | 2               | 5                 | 0                 | -                              | -                              | -                              | 222   | 34    |
| Total sur la carrière | Total sur la carrière    | Total sur la carrière | 504         | 53          | 32              | 3               | 18                | 1                 | -                              | 18                             | 1                              | 572   | 58    |

## Palmarès

### En club
Le premier titre remporté par Cédric Barbosa est la Coupe Intertoto en 1999 alors qu'il évolue sous les couleurs du Montpellier HSC.
Il est champion de France de National en 2010
puis champion de France de Ligue 2 en 2011 avec Évian Thonon Gaillard FC avec qui il est également finaliste de la Coupe de France en 2013.

### Distinctions personnelles
Il fait partie de l'équipe type des 10 ans du Football Croix-de-Savoie 74 élue par les lecteurs du Dauphiné libéré en 2013.